# Innes McCartney
 (février 2024).
Innes McCartney, né le 24 mars 1964, est un archéologue sous-marin et un historien naval britannique. Ancien boursier Leverhulme en début de carrière, il est enseignant et chercheur à l’Université de Bournemouth.

## Biographie
Innes McCartney étudie l’histoire à l’université de Keele, à l’université d'Exeter et à l’université de Bournemouth.
En 1999, il trouve le sous-marin britannique HMS M1. En 2001, il plonge sur les épaves des navires britanniques HMS Indefatigable et HMS Defence, coulés lors de la bataille du Jutland en 1916. En 2001, il localise l'épave du Unterseeboot 1014. En juillet 2006 et il découvre l’épave du croiseur auxiliaire allemand Komet au cap de La Hague. En 2002, une épave est découverte mais avec le naufrage du croiseur auxiliaire HMS Patia, l’épave est mal identifié par les plongeurs amateurs. En 2008  SS Armenian a été présenté sur la chaîne History Channel dans un épisode de Deep Wreck Mysteries intitulé Search of the Bone Wreck où il a été localisé et identifié avec succès par le chasseur d'épaves et archéologue Innes McCartney.
McCartney est l'auteur de plusieurs livres sur ses découvertes archéologiques sous-marines.

## Publications
- (en) Innes McCartney, « The Archaeology of Second World War U-boat Losses in the English Channel and its Impact on the Historical Record », Mariner's Mirror: The International Quarterly Journal of the Society for Nautical Research, vol. 106, no 1,‎ 2020, p. 62–81 (DOI 10.1080/00253359.2020.1692578)
- (en) Innes McCartney, SCAPA 1919: The Archaeology of a Scuttled Fleet, Osprey, 2019 (ISBN 978-1472828903, lire en ligne)
- (en) Innes McCartney, « The Archaeology of First World War U-boat Losses in the English Channel and its Impact on the Historical Record », Mariner's Mirror: The International Quarterly Journal of the Society for Nautical Research, vol. 105, no 2,‎ 2019, p. 183–201 (DOI 10.1080/00253359.2019.1589114)
- (en) Innes McCartney, « Scuttled in the Morning: the discoveries and surveys of HMS Warrior and HMS Sparrowhawk, the Battle of Jutland's last missing shipwrecks. », The International Journal of Nautical Archaeology, vol. 47, no 2,‎ 2018, p. 253–266 (DOI 10.1111/1095-9270.12302)
- (en) Innes McCartney, « Paying the Prize for the German Submarine War: U-boats destroyed and the Admiralty Prize Fund, 1919–1932 », Mariner's Mirror: The International Quarterly Journal of the Society for Nautical Research, vol. 104,‎ 2018, p. 40–57 (DOI 10.1080/00253359.2018.1411100, S2CID 165637258, lire en ligne)
- (en) Innes McCartney, « The Opening and Closing Sequences of the Battle of Jutland 1916 Re-examined: archaeological investigations of the wrecks of HMS Indefatigable and SMS V4. », The International Journal of Nautical Archaeology, vol. 46, no 2,‎ 2017, p. 317–329 (DOI 10.1111/1095-9270.12236, lire en ligne)
- (en) Innes McCartney, « The Battle of Jutland's Heritage under Threat: The extent of commercial salvage on the shipwrecks as observed 2000-2016. », Mariner's Mirror: The International Quarterly Journal of the Society for Nautical Research,‎ 2017 (DOI 10.1080/00253359.2017.1304701, S2CID 165003480, lire en ligne)
- (en) Innes McCartney, Jutland 1916: The Archaeology of a Naval Battlefield, Bloomsbury, 2016 (ISBN 978-1844864164, lire en ligne)
- (en) Innes McCartney, « The "Tin Openers" Myth and Reality: Intelligence from U-boat Wrecks During WW1 », Proceedings of the 24th Annual Conference of the Historical Diving Society,‎ 2015
- (en) Innes McCartney, The Maritime Archaeology of a Modern Conflict: comparing the archaeology of German submarine wrecks to the historical text, Routledge, 2015 (ISBN 978-1138814356, DOI 10.1111/1095-9270.12219)